# Герб Беніну
Герб Беніну був повторно прийнятий у 1990, замінивши герб, який існував у 1975—1990.

## Опис
У срібному полі щита в першій чверті квадрата розташований замок у стилі Сомба (символ історії держави), у другій — Зірка Беніну (найвища нагорода Беніну), у третій — плавуче судно (символ, що означає прибуття європейців), у четвертій — пальма (головне джерело країни).
Щит тримають леопарди — національні тварини Беніну. Щит також покриває гребень — національний символ, що складається з двох загвинчених ріжків, які наповнені зерном і піском. Вважається, що вони — символ процвітання. Нижче гребня щит, який містить фактичний герб Беніну. Під щитом розташовується девіз Беніну «Братство, Правосуддя, Праця» (фр. Fraternité, Justice, Travail).

## Історія

Герб (емблема) Беніну в 1975-1990

У 1975-1990 роках у період побудови соціалізму (Народна Республіка Бенін) герб містив такі елементи як червона зірка, качани кукурудзи і шестерня.